# Philippe Vorbe
Philippe Vorbe (Port-au-Prince, 1947. szeptember 14. – ) haiti válogatott labdarúgó.

## Pályafutása

### Klubcsapatban
1967 és 1968 között a New York Generals, 1973 és 1975 között pedig a Violette AC csapatában játszott. 

### A válogatottban
A haiti válogatott tagjaként részt vett az 1974-es világbajnokságon, ahol pályára lépett az Argentína, a Lengyelország és az Olaszország elleni csoportmérkőzésen.
A francia származású Vorbe volt a haiti válogatott egyetlen fehér játékosa a tornán.
Tagja volt az 1973-as CONCACAF-bajnokságon győztes csapat keretének is, ahol Trinidad és Tobago, és Mexikó ellen kezdőként kapott szerepet, míg Guatemala ellen csereként lépett pályára.

## Sikerei, díjai
Haiti
- CONCACAF-bajnokság győztes (1): 1973